# Standard Six
Der Standard Six oder Standard 6 hp war der erste Pkw, den die Standard Motor Company in Coventry 1903 baute.
Der viersitzige Tourenwagen hatte einen Unterflurmotor mit nur einem Zylinder und 1006 cm³ Hubraum. Über ein hinten angeschlossenes Getriebe und eine Kardanwelle wurden die Hinterräder angetrieben. Die hintere Sitzbank konnte mit einem aufklappbaren Stoffdach abgedeckt werden.
Bereits im Folgejahr ersetzte der größere 12/15 den 6 hp.